# Cezaryn
Cezaryn [pronunciación en polaco: /t͡sɛˈzarɨn/] es un pueblo en el distrito administrativo de Gmina Żyrzyn, dentro del Distrito de Puławy, Voivodato de Lublin, en el este de Polonia. Se encuentra aproximadamente 9 kilómetros al noroeste de Żyrzyn, 16 kilómetros al norte de Puławy, y 52 kilómetros al noroeste de la capital regional, Lublin.